# Best Kept Secret (Jennifer Paige)
Best Kept Secret è il terzo album di inediti della cantante pop statunitense Jennifer Paige, pubblicato il 6 maggio 2008 dall'etichetta discografica Glor, sette anni dopo il precedente disco di inediti, Positively Somewhere. In italia l'album è stato distribuito dalla Carosello.
L'album è stato promosso dai singoli Wasted, Underestimated e Ta Voix (The Calling), una collaborazione con la cantante tunisina Lââm.
Successivamente è stato ripubblicato, il 4 dicembre 2009, con l'aggiunta del brano Beautiful Lie, collaborazione di successo con Nick Carter, e di un remix della sua più celebre canzone, Crush, che l'ha portata alla notorietà nel 1998.
Per la realizzazione di questo album la cantante ha collaborato alla scrittura di molti brani.

## Tracce
CD (GLOR 4260158910026 (SPV) / EAN 4260158910026)
1. Feel the Love – 3:36 (Jennifer Paige, Ivo Moring)
2. Best Kept Secret – 3:03 (Hannah Robinson, Jennifer Paige, Joakim Björklund)
3. The Calling – 4:11 (Jennifer Paige, Chris Landon)
4. Here in the Sun – 4:33 (Jennifer Paige, Doug Beiden)
5. Sugarcoated – 3:30 (Jennifer Paige, Doug Beiden)
6. Broken Things – 3:56 (Julie Miller)
7. Underestimated – 3:47 (Peter Ries, Jennifer Paige)
8. Bloom – 3:52 (Jennifer Paige, Doug Beiden)
9. I Do – 3:32 (Steve Booker, Jennifer Paige)
10. Downpour – 4:23 (Michael Jay, Jennifer Paige, Johnny Pedersen)
11. Wasted – 3:37 (Chesney Hawkess, Jens Thoresen)
12. Be Free – 3:33 (Mirko von Schlieffen, Jennifer Paige, Ivo Moring)
13. Mercy – 4:08 (Torsten Stenzel, Kevin Kadish, Jennifer Paige)

Durata totale: 49:41
CD (GLOR 426015891021 (Warner) / EAN 4260158910217)
1. Beautiful Lie – 3:22 (Falk, Jennifer Paige, Nick Carter) – (feat. Nick Carter)
2. Feel the Love – 3:36 (Jennifer Paige, Ivo Moring)
3. Best Kept Secret – 3:03 (Hannah Robinson, Jennifer Paige, Joakim Björklund)
4. The Calling – 4:11 (Jennifer Paige, Chris Landon)
5. Here in the Sun – 4:33 (Jennifer Paige, Doug Beiden)
6. Sugarcoated – 3:30 (Jennifer Paige, Doug Beiden)
7. Broken Things – 3:56 (Julie Miller)
8. Underestimated – 3:47 (Peter Ries, Jennifer Paige)
9. Bloom – 3:52 (Jennifer Paige, Doug Beiden)
10. I Do – 3:32 (Steve Booker, Jennifer Paige)
11. Downpour – 4:23 (Michael Jay, Jennifer Paige, Johnny Pedersen)
12. Wasted – 3:37 (Chesney Hawkess, Jens Thoresen)
13. Be Free – 3:33 (Mirko von Schlieffen, Jennifer Paige, Ivo Moring)
14. Crush – 3:33 (Mark Mueller, Andy Goldmark, Berny Cosgrove, Kevin Clark) – (2009 Remix by DJ Kore)
15. Mercy – 4:08 (Torsten Stenzel, Kevin Kadish, Jennifer Paige)

Durata totale: 56:36